# Trichonta melanura
Trichonta melanura är en tvåvingeart som först beskrevs av Rasmus Carl Staeger 1840.  Trichonta melanura ingår i släktet Trichonta och familjen svampmyggor. Arten är reproducerande i Sverige. Inga underarter finns listade i Catalogue of Life.